# Богза (Вранча)
Богза (рум. Bogza) насеље је у Румунији у округу Вранча у општини Сихља. Oпштина се налази на надморској висини од 62 m.

## Становништво
Према подацима из 2002. године у насељу је живело 1064 становника, од којих су сви румунске националности.